# El rostro de la venganza
El Rostro de la Venganza est une telenovela américaine diffusée entre le 30 juillet 2012 et le 12 avril 2013 sur Telemundo.

## Synopsis
Diego Mercader, un petit garçon de 8 ans a eu une enfance qui ne lui a vraiment pas réussi. Il a souffert d'un tragique événement qui a marqué sa vie : dans l'école où il était, on a assassiné plusieurs de ses camarades de classe. Après avoir été déclaré coupable de ces assassinats, on l'a mis dans une prison pendant 20 ans. Diego n'a pu compter que sur lui-même pendant toutes ces années : son père Juan était un alcoolique qui le maltraitait et a obligé sa femme Sonia a oublié leur fils. Pour cela, elle a fait croire à ses deux autres fils que leur frère était mort. L'unique aide dont Diego a reçu en prison est celle de sa psychiatre Antonia Villarroel. Antonia s'est tellement occupée de cette affaire qu'elle a fini par tomber amoureuse de son patient.
20 ans plus tard, devenu un homme et étant en liberté conditionnelle, le patron d'une banque internationale Ezequiel Alvarado décide de faire confiance à Diego et de l'aider. Ainsi, Ezequiel lui propose de vivre chez lui sous une tout autre identité : celle de Martín Méndez. Mais se réinsérer dans la vie active ne sera pas une chose facile surtout quand on vient de sortir de prison... Tout cela s'arrangera grâce à l'aide d'Antonia et d'Ezequiel qui décide de l'engager pour qu'il se fasse passer pour le garde du corps de sa femme Mariana qui tombe dans le panneau. Mais en vérité, Mariana ne sait pas que Ezequiel a engagé Martín pour l'espionner et il ne suffira pas de beaucoup de temps pour que Martín découvre que Mariana a un amant et que cet amant n'est autre que le fils d'Ezequiel, Luciano mais il décide de ne rien dire à Ezequiel et de garder ce secret pour lui.
En outre, Martín essaiera de se souvenir de ce qu'il s'est passé jour pour jour il y a 20 ans dont personne ne se souvient. Il essaiera aussi de se racheter auprès des autres, comprendre son passé et aussi de se venger de tous ceux qui l'ont accusé injustement...

## Distribution
- David Chocarro : Martín Méndez / Diego Mercader Castro "El Niño Monstruo"
- Maritza Rodríguez : Antonia Villarroel
- Elizabeth Gutiérrez : Mariana San Lucas
- Saúl Lisazo : Ezequiel Alvarado
- Marlene Favela : Alicia Ferrer / Eva Samaniego
- Felicia Mercado : Valeria Samaniego
- Gabriela Rivero : Laura Cruz
- Roberto Mateos : Federico Samaniego
- Rebeca Manríquez : Sonia Castro de Mercader
- Paulo Quevedo : Tomás Buenaventura
- Jonathan Islas : Luciano Alvarado Cruz
- Cynthia Olavarría : Diana Mercader Castro
- Eduardo Serrano : Juan Mercader
- Kimberly Dos Ramos : Katerina Alvarado Cruz
- José Guillermo Cortines : Alex Maldonado
- Wanda D´Isidoro : Verónica Baeza
- Dayana Garroz : Carolina Pinto
- Paloma Márquez : Natalia García
- Jacqueline Márquez : Tania Stuardo
- Rodrigo de la Rosa : Víctor Leyton
- Chela Arias : Eliana Alvarado
- Martha Mijares : Manuela Cruz
- Héctor Fuentes : Salvador Casas
- Rafael León de los Cobos : Marcos Alvarado Cruz
- Cristian Carabias : Omar Mercader Castro
- William Valdés : Miguel Ángel Samaniego
- Jorge Eduardo García : Juan "Juanito" Mercader / Diego Mercader (enfant)
- Alma Matrecito : Penélope Magallanes
- Lorena Gómez : Sandra Arriagada
- Sandra Destenave : Sœur Luisa / Marcia Rey
- Iván Hernández : Felipe Ríos
- Jessica Cerezo : Patricia Valdez
- Natacha Guerra : Alejandra Moreno
- Jalymar Salomón : Rafaela Carrasco
- Yina Vélez : Marcela Llanos
- Juan Cepero : Daniel Villarroel
- Gustavo Pedraza : Jorge Castillo
- Danilo Zamora : Ramón Farías
- Rafael Robledo : Moreira
- Christabel Bertrand : Francisca Márquez
- Ivanna Rodriguez : Adela
- Adriana Bermúdez : Leticia
- Luis Arturo Ruiz : Benítez
- Alvaro Ardila : Pablo Bertelon
- Nicolás Terán : Javier
- Jamie Sasson : Cristina Reyes
- Mary Kleir Mata : Eva Samaniego (enfant)
- Melanie Suárez : Tania Stuardo (enfant)
- Ginna Rodriguez : Diana Mercader (enfant)
- Emily Alvarado : Carolina Pinto (enfant)
- Jenny Arzola : Eva Samaniego (jeune)

## Diffusion internationale
| Pays       | Réseau TV | Titre Alternatif (Traduction)              | Série Première | Horaire hebdomadaire | Timeslot      |
| ---------- | --------- | ------------------------------------------ | -------------- | -------------------- | ------------- |
| États-Unis | Telemundo | El Rostro de la Venganza / Face of Revenge | 2012           | Lundi au Vendredi    | 10:00pm/9:00c |